# Giulio Bianchi
Giulio Carlo Bianchi (Milano, 24 maggio 1840 – Roma, 5 dicembre 1898) è stato un politico italiano.
Fu senatore del Regno d'Italia dalla XVIII legislatura.